# Özgür Yıldırım (Filmregisseur)

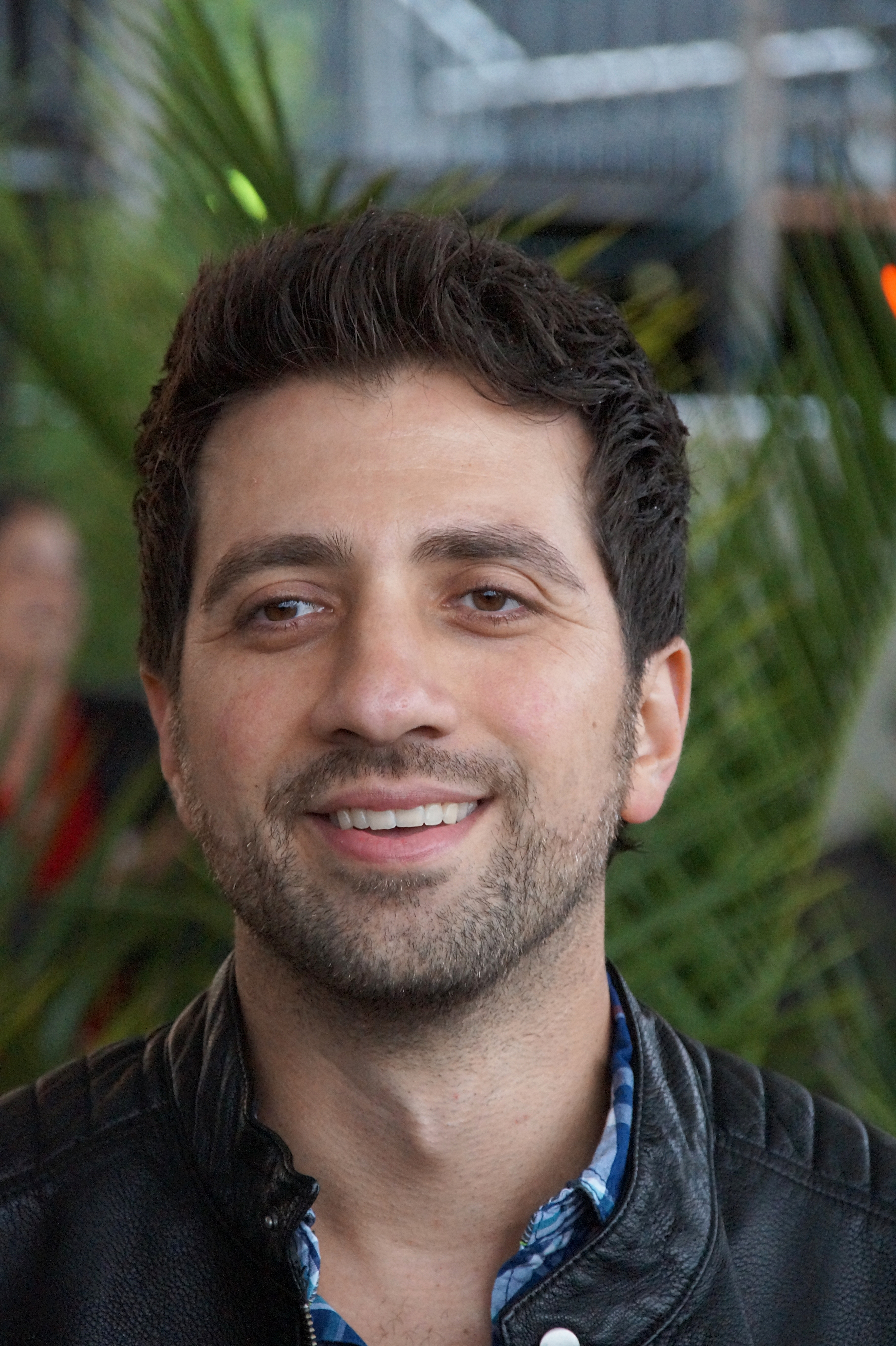
Özgür Yildirim (2015)

Özgür Yıldırım (* 12. September 1979 in Hamburg-Dulsberg) ist ein deutscher Filmregisseur und Schriftsteller.

## Werdegang
Yıldırım entstammt einer türkischen Gastarbeiterfamilie. Mit 11 Jahren begann er Geschichten zu schreiben und veröffentlichte mit 14 Jahren sein erstes Buch, den Horrorroman Graue Nächte (1993).
Nach seinem Schulabschluss studierte Yıldırım Regie an der Hamburg Media School.
Erste Kurzfilme des laut Fatih Akin „talentiertesten deutschen Jungregisseurs“ wurden zum Teil mit Preisen ausgezeichnet, so Alım Market (2004).
Im Jahr 2007 drehte er seinen ersten Spielfilm Chiko. Für das von ihm verfasste Drehbuch erhielt er 2008 den Drehbuchpreis bei den Nordischen Filmtagen in Lübeck. Der Film wurde auf der Berlinale 2008 uraufgeführt und ein Jahr später in vier Kategorien für den Deutschen Filmpreis nominiert, darunter als Bester Spielfilm. Yıldırım selbst erhielt erneut einen Preis für sein Drehbuch.
2011 drehte der Regisseur den Spielfilm Blutzbrüdaz mit Sido in der Hauptrolle und beteiligte sich auch am Drehbuch. In Deutschland hatte Blutzbrüdaz nach dem ersten Wochenende 128.139 Kinobesucher, insgesamt sahen den Film 528.834 Menschen.
Im Jahr 2013 wurde unter seiner Regie für den NDR die in Hamburg spielende Tatort-Folge Feuerteufel mit Wotan Wilke Möhring als neuem Ermittler produziert. Die Erstausstrahlung am 28. April 2013 erreichte in Deutschland 10 Millionen Zuschauer. Die Presse beurteilte den Film und das neue Ermittlerteam überwiegend positiv. Dabei wurde ein teilweise „unlogischer Plot“ bemängelt, der noch Luft nach oben für zukünftige Folgen lasse. Im März 2016 wurde sein zweiter Tatort Zorn Gottes mit Wotan Wilke Möhring ausgestrahlt.
Im August 2015 startete Yıldırıms dritter Spielfilm Boy 7 – nach dem gleichnamigen Roman von Mirjam Mous – mit David Kross und Emilia Schüle in den deutschen Kinos und erhielt den VGF-Nachwuchsproduzentenpreis, der im Rahmen des Bayerischen Filmpreises im Januar 2016 verliehen wurde. Des Weiteren bekam Boy 7 für den Jupiter Award 2016 in den Kategorien Bester Film und Bester Darsteller jeweils eine Nominierung.
Sein vierter Spielfilm Nur Gott kann mich richten mit Moritz Bleibtreu und Birgit Minichmayr lief im Januar 2018 in den deutschen Kinos an und gewann noch vor Kinostart als „Bester Spielfilm“ den Hessischen Filmpreis. Zudem zeichnete die Deutsche Film- und Medienbewertung den Film mit dem Prädikat „besonders wertvoll“ aus. Im Anschluss folgte sein dritter Tatort: Alles was Sie sagen mit Wotan Wilke Möhring, der hauptsächlich positive Rezensionen erhielt.
Für die zweite Staffel der von TNT produzierten Serie 4 Blocks übernahm Yildirim mit Oliver Hirschbiegel zusammen die Regie, die ab Oktober 2018 ausgestrahlt wurde. Im darauffolgenden Jahr wurden sie beim österreichischen Film- und Fernsehpreis Romy in der Kategorie TV-Fiction für die „Beste Regie“ nominiert. Ebenfalls erhielt die zweite Staffel eine Nominierung für die „Beste Drama-Serie“ beim Deutschen Fernsehpreis, ging aber leer aus. Im Dezember des gleichen Jahres wurde bekannt, dass die Serie mit der dritten Staffel beendet werden würde.
Am 22. März 2019 gab das Produktionsunternehmen bekannt, dass die Dreharbeiten zur dritten Staffel begonnen hatten. Diese wurde im Winter 2019 ausgestrahlt, bei der erneut Özgür Yıldırım Regie führte und erreichte rund 5,5 Millionen Zuschauer, was als die beste Primetime-Premiere in der Sendergeschichte von TNT Serie bezeichnet wurde.
Im Oktober 2020 begannen die Dreharbeiten unter strengen Hygienevorschriften für „Para - Wir sind King“, eine neue Dramaserie, die erneut von W&B Television für den Pay-TV-Sender TNT Serie produziert und von Özgür Yıldırım inszeniert wurde. Die Erstausstrahlung erfolgte ab dem 22. April 2021 auf TNT.
Die Presse beurteilte „Para - Wir sind King“ überwiegend positiv und hob besonders die Glaubwürdigkeit der Freundschaft der jungen Protagonistinnen hervor. Die Serie wurde in fünf Kategorien für den Deutschen Fernsehpreis 2021 nominiert, sowohl für „Beste Schauspielerin“, „Beste Kamera“, „Bester Schnitt“, „Beste Drama-Serie“ als auch für „Beste Regie“ und gewann in den letzten beiden Kategorien. Zudem wurde Soma Pysall für ihre schauspielerische Leistung sowohl als „Beste Nachwuchsschauspielerin“ für den New Faces Award als auch „Beste Schauspielerin“ beim Blauer Panther – TV & Streaming Award ausgezeichnet. Die Serie erlangte eine Nominierung für den Grimme-Preis 2022 in der Kategorie „Kinder und Jugend“ und wurde um eine zweite Staffel verlängert, die im April 2023 auf Warner TV ausgestrahlt wurde.
Im November 2024 beendete Yildirim zusammen mit Regisseurin Alison Kuhn die Dreharbeiten zu der von Dreamtool Entertainment GmbH produzierten Serie „Schattenseite“, die auf dem Bestsellerroman von Jonas Ems basiert.

## Filmografie

### Kurzfilme
- 2002: Der nötige Schneid
- 2003: Liebe auf türkisch
- 2004: Alim Market

### Spielfilme
- 2008: Chiko
- 2011: Blutzbrüdaz
- 2013: Tatort: Feuerteufel
- 2015: Boy 7
- 2016: Tatort: Zorn Gottes
- 2017: Nur Gott kann mich richten
- 2018: Tatort: Alles was Sie sagen

### Serien
- 2018: 4 Blocks (Staffel 2, Folgen 4–7)
- 2019: 4 Blocks (Staffel 3)
- 2021: Para – Wir sind King (Staffel 1)
- 2023: Para - Wir sind King (Staffel 2)
- 2025: Schattenseite

## Roman
- Graue Nächte. Jahn & Ernst Verlag, 1993, ISBN 978-3-89407-069-4